# 326 км (Кемеровская область)
326 км — упразднённый посёлок в Ижморском районе Кемеровской области. На момент упразднения входил в состав Троицкого сельского поселения. Исключен из учётных данных в 1997 году.

## География
Располагался на правобережье реки Берикуль, у остановочного пункта 3664 км Западно-Сибирской железной дороги, на расстоянии примерно 3,5 км по прямой к северо-востоку от села Воскресенка.

## Население
| 1970 | 1979 | 1989 |
| ---- | ---- | ---- |
| 23   | ↘18  | ↘11  |